# 5111 Jacliff
5111 Jacliff eller 1987 SE4 är en asteroid i huvudbältet som upptäcktes den 29 september 1987 av den amerikanske astronomen Edward L.G. Bowell vid Anderson Mesa Station. Den är uppkallad efter amatörastronomerna Clifford och Jackie Holmes.
Asteroiden har en diameter på ungefär 6 kilometer och den tillhör asteroidgruppen Vesta.